# Mala sangre (película de 1986)
Mala sangre (título original: Mauvais Sang; pronunciación en francés: /movɛ sɑ̃/), también conocida como La noche es joven, es el segundo largometraje del director francés Léos Carax. Estrenada en 1986, la cinta se presentó en el 37.º Festival de Cine de Berlín, antes de ser nominada a tres Premios César y ganar el Premio Louis Delluc. La película fue vista por 504 803 personas en los cines de Francia. El título hace referencia al poema homónimo de Arthur Rimbaud, que aparece en su libro Una temporada en el infierno.

## Sinopsis
Marc y Hans, dos viejos ladrones, se encuentran amenazados y tienen que pagar una deuda de un prestamista apodado "el estadounidense". Están planeando el robo en un laboratorio de una vacuna contra una nueva enfermedad, llamada STBO, que afecta a las parejas que hacen el amor sin amarse. Después de la muerte de Jean, quien iba a ser el elemento central del golpe, apelan al talento del mago Alex, su hijo.
Alex, que quiere volar a nuevos horizontes después de la muerte de su padre, deja a la joven Lise y acepta formar parte del equipo. En su camino para unirse a ellos en su escondite, se siente atraído por una mujer joven con un vestido blanco, a quien la casualidad le devuelve el camino en la persona de Anna, la amante de Marc. Alex está bajo el hechizo de Anna, que representa un amor imposible.
El robo de cultivos de virus va mal: traicionado por un amigo, Alex está atrapado en el acto. Tras escapar al tomarse como rehén, se une a Marc y Hans, no sin cruzarse en su camino con los secuaces estadounidenses, que le disparan en el vientre y toman el botín. Alex logra, durante un tiempo, ocultar su lesión, y el equipo se va al aeródromo que los llevará a Suiza; En el camino, Alex ve a la mujer con un vestido blanco que no era Anna, sentada a su lado. Herido, sin embargo, hasta la muerte, se derrumbó en los brazos de Marc y Anna, quienes mantendrán un rastro indeleble de su amor platónico.

## Reparto
| Actor            | Personaje       |
| ---------------- | --------------- |
| Michel Piccoli   | Marc            |
| Juliette Binoche | Anna            |
| Denis Lavant     | Alex            |
| Hans Meyer       | Hans            |
| Julie Delpy      | Lise            |
| Carroll Brooks   | mujer americana |
| Hugo Pratt       | Boris           |
| Mireille Perrier | joven madre     |
| Serge Reggiani   | Charlie         |
| Jérôme Zucca     | Thomas          |

## Galardones
Festival de Cine de Berlín 1987
- Nominada al Oso de Plata
- Ganadora de Alfred Bauer Premio
- Ganadora del premio C. I. C. A. E.

César Premios 1987
- Nominada a Mejor Actriz Juliette Binoche
- Más Prometedora Actriz Julie Delpy
- Nominada a la Mejor Cinematografía - Jean-Yves Escoffier

Louis Delluc Premio De 1986
- Mejor Película

## Producción
Christian Faure fue asistente de dirección de la película.